# Ruta Nacional 260 (Argentina)
La Ruta Nacional 260 es una carretera argentina mayormente de ripio que se encuentra en el Departamento Río Senguer, en el sudoeste de la Provincia del Chubut. En su recorrido de 107 kilómetros une la Ruta Nacional 40, 30 km al sur del pueblo Río Mayo, con el paso internacional Huemules, a 650 m s. n. m. en la frontera con Chile, cerca de la localidad chilena de Balmaceda. La carretera continúa en el país vecino como Ruta CH-245.
Antiguamente ésta era la Ruta Nacional 273 y tenía una extensión de 145 km. Mediante el Decreto Nacional 1595 de 1979, esta ruta pasó a la jurisdicción de la provincia de Chubut, con lo que pasó a ser la ruta provincial 55.
El 31 de julio de 1997 la Dirección Nacional de Vialidad y Vialidad Provincial suscribieron un convenio por el que este último le cedía la Ruta Provincial 55. Este convenio fue ratificado por Ley Provincial 4.467 sancionada el 26 de marzo de 1999.